# Torre de Gilet
La Torre de Gilet se encuentra en el núcleo urbano del municipio mismo nombre, junto a la iglesia, al río Palancia y al pie de la montaña del Salero, en la comarca del Campo de Morvedre de la provincia de Valencia. Se encuentra en el cruce entre dos vías de comunicación la de la costa y la que se dirige por el interior hacia Aragón. Se encuentran catalogada como Bien de interés cultural según consta en la Dirección General de Patrimonio Cultural de la Consejería de Turismo, Cultura y Deporte de la Generalidad Valenciana, con número de anotación ministerial: R-I-51-0010799 y fecha de anotación 3 de junio de 2002.

## Historia
Gilet es una población de origen musulmán que fue conquistada por Jaime I, cediéndola a Juan de Zaragoza primero, y a Bernardo de Palau posteriormente. El último propietario del señorío fue el marqués de Llanzol.
En la fachada aparece una loseta que indica la fecha de finalización de su construcción, 1580. Se piensa es una torre de vigilancia que se utilizaba para evitar las incursiones de los grupos de piratas y moriscos que desembarcaban en la zona para saquear las poblaciones cercanas a los núcleos cercanos a la costa en tiempos de Felipe II. La torre debió pertenecer al conjunto de edificaciones vigía dependientes del Castillo de Murviedro (Sagunto) sobre el curso del río Palancia, que era utilizado como camino natural desde la costa hacia las tierras altas.

## Descripción
Presenta planta cuadrada, pudiéndose distinguir tres partes en su edificación, que tiene una altura aproximada de veinticinco metros, distribuidos entre una planta baja y tres pisos, comunicados por una escalera helicoidal interior. Los muros son de diferente grosor, disminuyendo éste con la altura. La planta baja o base, tiene forma de pirámide truncada y se adapta al desnivel natural. El segundo tramo, de 15 metros de altura tiene planta en forma de prisma de 8 x 6 metros. Es el bloque principal de la torre y en él se encuentran comprendidos los tres pisos. El tercer cuerpo más deteriorado que el resto de la construcción, presentaba una galería defensiva, siendo de mayor anchura que el segundo bloque y estando sostenida por 32 módulos. Está construida con mampostería de rodeno con refuerzos en las esquinas de sillares en las esquinas y recercado irregular en los huecos con dinteles. Su interior desapareció apreciándose los restos que permiten pensar que se debió utilizar a tareas agrícolas, y como establo de animales. La torre ha sido restaurada en los años 1992 y 1993 respetándose los tres pisos originales y cubriéndose el tercer bloque que formaba parte de la galería defensiva inicial.
Desde su restauración el edificio alberga la biblioteca municipal.